# 헨켈납작꼬리도마뱀붙이
헨켈납작꼬리도마뱀붙이(Uroplatus henkeli )는 헨켈 리프테일 게코(Henkel's leaf-tailed gecko), 헨켈 플랫테일 게코(Henkel's flat-tailed gecko), 프릴 리프테일 게코(frilled leaf-tail gecko)라고도 불리며, 도마뱀붙이과에 속한 도마뱀붙이류의 일종이며 마다가스카르의 고유종이다.

## 분포
헨켈납작꼬리는 마다가스카르 근처의 노지베섬의 일차림(:en:primary forest), 마다가스카르 본토의 안카라나판시카(Ankaranafantsika)에 서식한다.

## 습성
헨켈납작꼬리는 수목성(en:rboreal) 생활양식을 따르며, 부드러운 토양과 잎더미에 알을 낳기 위해서가 아니면 지면에 내려올 일이 거의 없다.
헨켈납작꼬리는 충식동물이지만 달팽이도 보이는대로 먹는다.

## 형태
헨켈납작꼬리에는 노지베형, 마다가스카르형의 두 가지 모프가 있으며, 색깔과 무늬로 구분할 수 있지만 절대적이지는 않다. 꼬리까지 최대 28cm에 달하며, 납작꼬리도마뱀붙이속에서는 제일 큰 축에 든다.

## 어원
속명 Uroplatus는 "꼬리"를 뜻하는 "ourá" (οὐρά) 와 "납작한"을 뜻하는 "platys" (πλατύς)의 두 그리스어 단어의 라틴어화(en:Latinization)이다. 종명 henkeli 은 독일의 파충류학자 프리드리히-빌헬름 헨켈(Friedrich-Wilhelm Henkel)의 성씨의 라틴어화이다.

## 위기
헨켈납작꼬리는 현재 IUCN에 의해 취약종으로 분류된다. 마다가스카르의 탈산림화(:en:deforestation in Madagascar)와 서식지 파괴, 애완동물 거래를 위한 남획은 헨켈납작꼬리에게 주요한 위협이다. 세계 자연 기금(WWF)은 납작꼬리도마뱀붙이속의 모든 종들을 불법 야생동물 교역(:en:wildlife trade)으로 고통받는 "10대 긴급 수배종 목록"에 등재했는데, 이 녀석들이 "국제적인 애완동물 교역 과정에서 남획되고 팔려나가는 게 위험한 수준에 이르렀기" 때문이다. 이 녀석들은 CITES 부속서 II로 보호받고 있다.

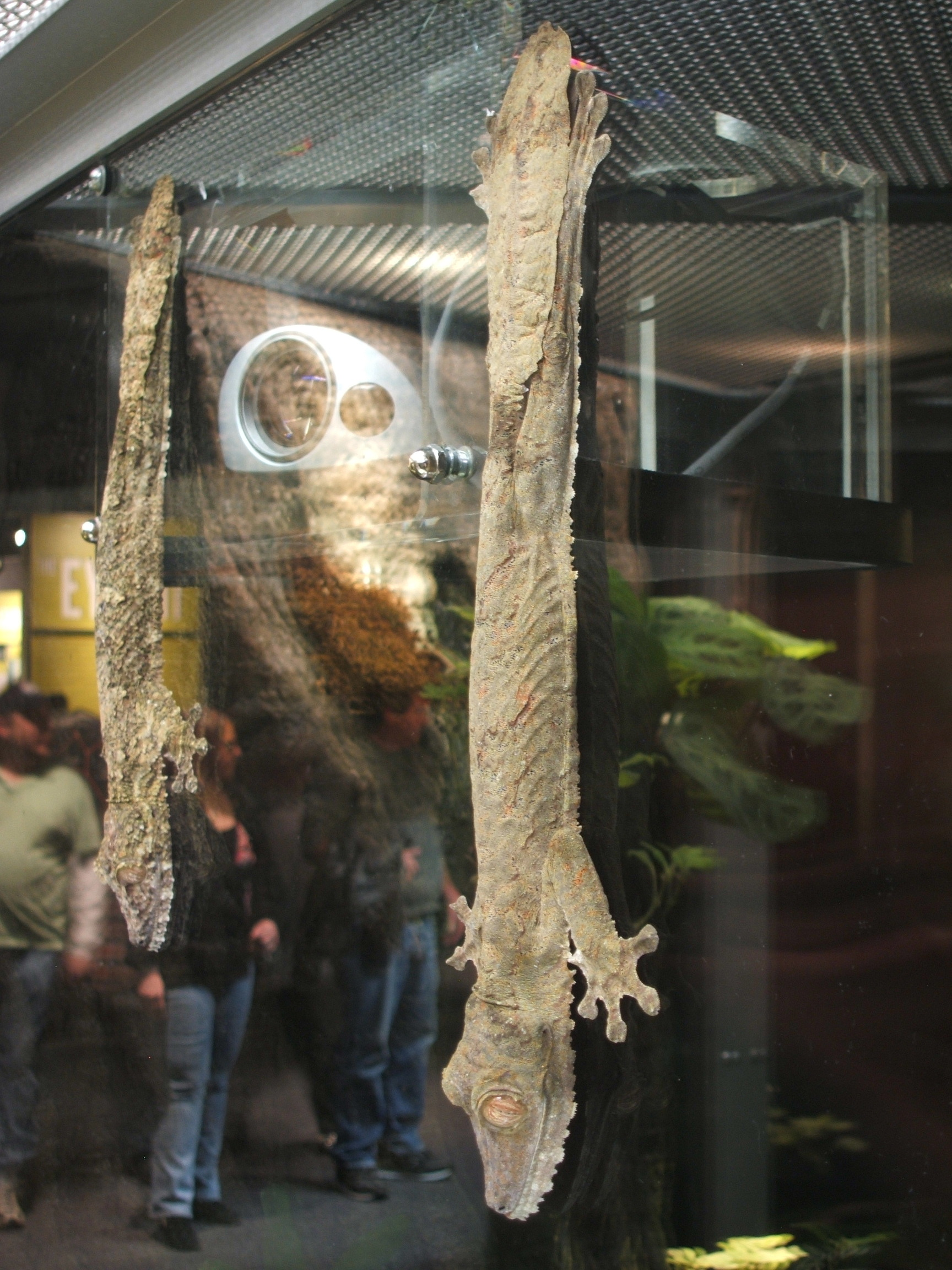
보스턴 과학박물관(:en:Museum of Science, Boston)에 전시 중인, 머리를 아래로 향한 채 유리벽에 매달린 헨켈납작꼬리 두 마리

## 참고 문헌
- Böhme W, Ibisch PL (1990). "Studien an Uroplatus. I. Der Uroplatus fimbriatus-Komplex ". Salamandra 26 (4): 246-259. (Uroplatus henkeli, new species). (in German).